# Cryptanura albomarginata
Cryptanura albomarginata är en stekelart som först beskrevs av Szepligeti 1916.  Cryptanura albomarginata ingår i släktet Cryptanura och familjen brokparasitsteklar. Inga underarter finns listade i Catalogue of Life.